# المحل (أرحب)

تعديل مصدري - تعديل

المحل هي إحدى قرى عزلة حبار بمديرية أرحب التابعة لمحافظة صنعاء، بلغ تعداد سكانها 139 نسمة حسب تعداد اليمن لعام 2004.